# Rosa Raisa
Rosa Raisa, nome d'arte di Raitza Burchstein (Białystok, 30 maggio 1893 – Los Angeles, 28 settembre 1963), è stata un soprano polacco di origine russo-ebrea naturalizzato statunitense.

## Biografia

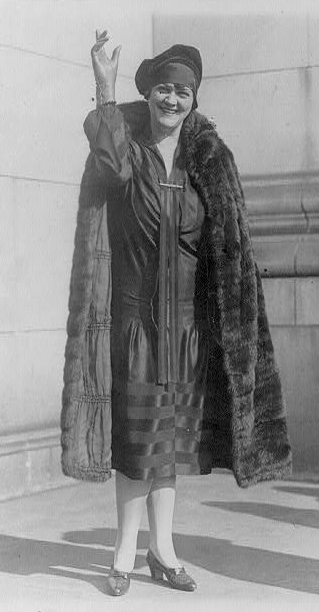
Rosa Raisa nel 1927

Rosa Raisa nasce a Białystok, città a circa 100 chilometri da Varsavia, da Herschel Burchstein e Frieda Leah. Nel 1907, per sfuggire ai pogrom, emigrò con la famiglia a Napoli. Qui incontrò Dario Ascarelli, che la fece ammettere al Conservatorio di San Pietro a Majella dove studiò con il celebre contralto Barbara Marchisio.
Nel 1912, dopo essersi diplomata, la Raisa venne presentata tramite la sua insegnante al direttore d'orchestra e impresario Cleofonte Campanini, che la scritturò per il Teatro Regio di Parma e la Chicago Opera.
Nei quattro anni successivi, la Raisa intraprese una brillante carriera internazionale che la portò nei maggiori teatri: Parma, Filadelfia, Chicago, Londra e Parigi.
Durante la prima guerra mondiale, cantò a Roma, Milano, Buenos Aires e Rio de Janeiro. Nell'autunno del 1916 tornò alla Chicago Opera, ormai considerata come uno dei più grandi soprani drammatici, in ruoli come Aida, Norma, Maliella in I gioielli della Madonna e Rachele ne L'Ebrea, ruolo affidato tradizionalmente al mezzosoprano.
Nel 1920 sposò il baritono Giacomo Rimini (1888 - 1952) da cui ebbe una figlia nel 1931.
Nel 1924 Arturo Toscanini la fece cantare nuovamente alla Scala di Milano nella prima assoluta del Nerone di Arrigo Boito: in quell'occasione, Giacomo Puccini la ascoltò nuovamente e le propose di partecipare alla prima assoluta della sua nuova opera, Turandot, ancora in fase di completamento. Puccini morì nel novembre di quello stesso anno e l'opera, completata da Franco Alfano, fu data al Teatro alla Scala il 25 aprile 1926, diretta da Toscanini e con il tenore spagnolo Miguel Fleta nel ruolo di Calaf.
Dopo il ritiro (1938) continuò a cantare insieme al marito in recitals in giro per il mondo (con particolare frequenza negli Stati Uniti), sponsorizzati dalle comunità ebraiche, e aprì una scuola di canto a Chicago.
È morta a Los Angeles nel 1963, all'età di 70 anni.

## Vocalità e personalità interpretativa
Voce di bellissimo timbro, calda, piena, estesa, vigorosa e sorretta da un'ottima preparazione tecnica, è stata un'interprete di vibrante temperamento del repertorio ottocentesco e contemporaneo. È considerata come uno dei maggiori soprani drammatici del XX secolo.

## Repertorio operistico
| Ruolo                | Titolo                         | Autore           |
| -------------------- | ------------------------------ | ---------------- |
| Norma                | Norma                          | Bellini          |
| Elena                | Mefistofele                    | Boito            |
| Asteria              | Nerone                         | Boito            |
| Loreley              | Loreley                        | Catalani         |
| Maddalena di Coigny  | Andrea Chénier                 | Giordano         |
| Fedora               | Fedora                         | Giordano         |
| Clitemestra          | Cassandra                      | Gnecchi          |
| Ilàra                | Lo schiavo                     | Gomes            |
| Zina                 | Le Vieil Aigle                 | Gunsbourg        |
| Rachele              | L'ebrea                        | Halévy           |
| Nedda                | Pagliacci                      | Leoncavallo      |
| Santuzza             | Cavalleria rusticana           | Mascagni         |
| Isabeau              | Isabeau                        | Mascagni         |
| Valentina            | Gli ugonotti                   | Meyerbeer        |
| Sélika               | L'Africana                     | Meyerbeer        |
| Basiliola            | La nave                        | Montemezzi       |
| Contessa d'Almaviva  | Le nozze di Figaro             | Mozart           |
| Donna Anna           | Don Giovanni                   | Mozart           |
| Iskah                | Abdul                          | Nepomuceno       |
| La Gioconda          | La Gioconda                    | Ponchielli       |
| Mimì                 | La bohème                      | Puccini          |
| Floria Tosca         | Tosca                          | Puccini          |
| Cio-Cio-San          | Madama Butterfly               | Puccini          |
| Minnie               | La fanciulla del West          | Puccini          |
| Suor Angelica        | Suor Angelica                  | Puccini          |
| Turandot             | Turandot                       | Puccini          |
| Fedra                | Fedra                          | Romani           |
| Rosalinde            | Il pipistrello                 | Strauss, Johann  |
| La Marescialla       | Il cavaliere della rosa        | Strauss, Richard |
| Leonora              | Oberto, conte di San Bonifacio | Verdi            |
| Lida                 | La battaglia di Legnano        | Verdi            |
| Leonora              | Il trovatore                   | Verdi            |
| Amelia               | Un ballo in maschera           | Verdi            |
| Aida                 | Aida                           | Verdi            |
| Desdemona            | Otello                         | Verdi            |
| Mrs. Alice Ford      | Falstaff                       | Verdi            |
| Elsa di Brabante     | Lohengrin                      | Wagner           |
| Elisabeth            | Tannhäuser                     | Wagner           |
| Maliella             | I gioielli della Madonna       | Wolf-Ferrari     |
| Conchita             | Conchita                       | Zandonai         |
| Francesca da Polenta | Francesca da Rimini            | Zandonai         |
| Manuela              | Una partita                    | Zandonai         |